# Transporte aéreo no Brasil
O transporte aéreo no Brasil é uma vertente importante do sistema de transportes do Brasil.
Em época de crescimento, com o surgimento de novas companhias aéreas e a modernização das já existentes, foi possível aumentar o número de assentos disponíveis na malha aérea. A Gol lidera o ranking das empresas de baixo custo, podendo assim, repassar tarifas atraentes a todos os brasileiros. Com a competição entre as companhias foi possível melhorar o serviço e reduzir tarifas.
Existem cerca de 2098 aeroportos no Brasil, incluindo as áreas de desembarque. O país tem o segundo maior número de aeroportos em todo o mundo, atrás apenas dos Estados Unidos. O Aeroporto Internacional de São Paulo, localizado na Região Metropolitana de São Paulo, é o maior e mais movimentado aeroporto do país, grande parte dessa movimentação deve-se ao tráfego comercial e popular do país e ao fato de que o aeroporto liga São Paulo a praticamente todas as grandes cidades de todo o mundo. O Brasil tem 44 aeroportos internacionais e 2444 aeroportos regionais.
O Brasil sedia importantes aeroportos internacionais, sendo destino de uma série de rotas aéreas internacionais. Porém, empresas internacionais normalmente trabalham apenas com um número limitado de portos, o que faz com que o transporte dentro do país se faça através de uma série de escalas.

## História

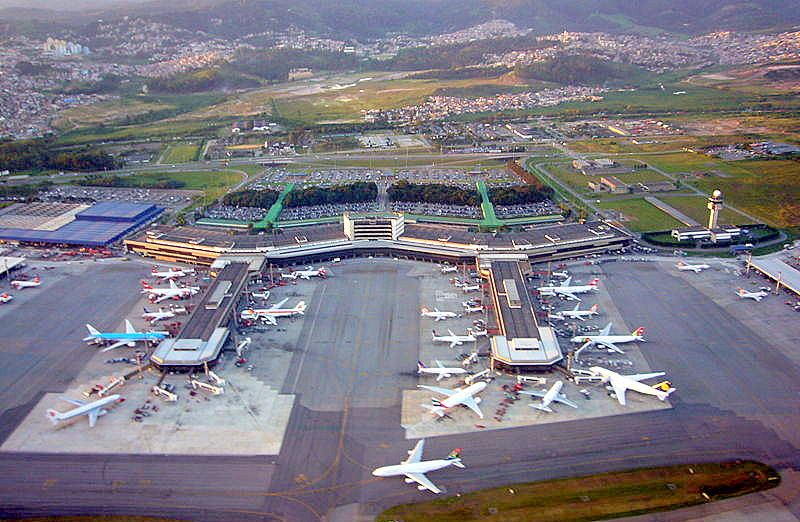
Aeroporto Internacional de São Paulo-Guarulhos, o aeroporto internacional mais movimentado do Brasil, localizado na região metropolitana de São Paulo.

A aviação iniciou-se no Brasil em 7 de janeiro de 1910, quando Dimitri Sensaud de Lavaud realizou em Osasco, o primeiro voo da América Latina, pilotando o primeiro avião brasileiro, construído por ele próprio, o "São Paulo". A 22 de outubro de 1911,  aviador Edmond Plauchut, que fora mecânico de Santos Dumont em Paris, decolou da praça Mauá, voou sobre a avenida Central e caiu no mar, de uma altura de 80 metros, ao chegar à Ilha do Governador. Era então bem grande o entusiasmo pela aviação. Em 17 de junho de 1922, os portugueses Gago Coutinho e Sacadura Cabral chegaram ao Brasil, concluindo seu voo pioneiro, da Europa para a América do Sul. E em 1927 seria terminada, com êxito, a travessia do Atlântico, pelos aviadores brasileiros, João Ribeiro de Barros e Newton Braga, no avião "Jahu", que se encontra hoje restaurado no Museu Tam, na cidade paulista de São Carlos, o qual encerrou suas atividades por tempo indeterminado.
O ano de 1927 é o marco da aviação comercial brasileira. A primeira empresa no Brasil a transportar passageiros foi a Condor Syndikat, no hidroavião "Atlântico", ainda com a matrícula alemã D-1012 que, em 1º de janeiro de 1927 transportou, do Rio de Janeiro para Florianópolis, o então Ministro da Viação e Obras Públicas, Vítor Konder. A 22 de fevereiro, iniciava-se a primeira linha regular, a chamada "Linha da Lagoa", entre Porto Alegre, Pelotas e Rio Grande. Em junho de 1927, era fundada a Viação Aérea Rio-Grandense (Varig), sendo transferido para a nova empresa o avião "Atlântico", que recebeu o prefixo nacional P-BAAA. A 1º de dezembro do mesmo ano, a Condor Syndikat, que acabara de inaugurar sua linha Rio - Porto Alegre, foi nacionalizada, com o nome de Sindicato Condor Limitada, sendo rebatizada, durante a II Guerra Mundial, com o nome de Serviços Aéreos Cruzeiro do Sul (absorvida nos anos 80 pela Varig). Em novembro de 1927 (inaugurando a linha para a América do Sul da nova companhia francesa Aeropostale) chegava ao Rio de Janeiro Jean Mermoz, que se tornaria o mais famoso aviador da época.
Em 1929, a New York-Rio-Buenos Aires Line (NYRBA) iniciava seus serviços aéreos e passou a ligar o Brasil a essas duas importantes cidades, tendo sido fundada no Brasil a NYRBA do Brasil S.A., com linha semanal entre Belém e Santos, e que se transformaria na Panair do Brasil, extinta em 1965.

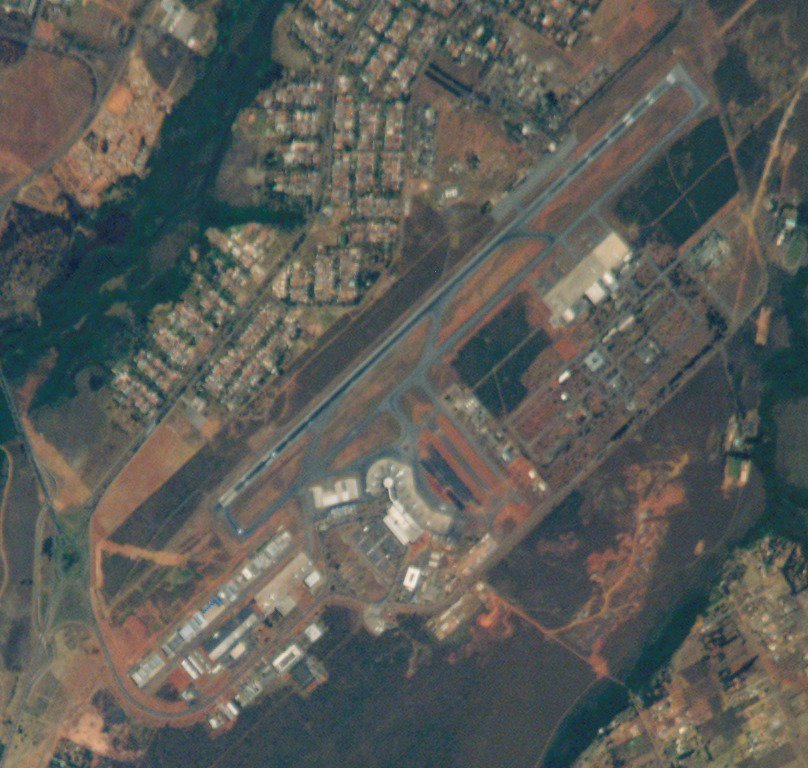
Vista aérea do Aeroporto Internacional de Brasília, considerado como um dos principais hubs da aviação doméstica brasileira.

A fundação do Aerolloyd Iguassú, com linha inicial São Paulo-Curitiba e logo se estendendo a Florianópolis, marcou o ano de 1933.
Em 4 de novembro de 1933 era fundada por 72 empresários, a Viação Aérea São Paulo (Vasp), que em 12 de novembro de 1933 numa cerimônia no Aeroporto Campo de Marte, iniciou seus dois voos inaugurais, com as linhas, São Paulo a São José do Rio Preto com escala em São Carlos e São Paulo a Uberaba com escala em Ribeirão Preto com três voos semanais em cada linha; posteriormente em 1936 o voo regular entre o Rio e São Paulo, a linha de maior tráfego da aviação brasileira. A Vasp encerrou seus voos em 2004 e encontra-se com seu direito de tráfego cassado pela ANAC (Agência Nacional de Aviação Civil).
A extensão do país e a precariedade de outros meios de transporte fizeram com que a aviação comercial tivesse uma expansão excepcional no Brasil. Em 1960, o país tinha a maior rede comercial do mundo em volume de tráfego depois dos Estados Unidos. Na década de 1950, operavam cerca de 16 empresas brasileiras, algumas com apenas dois ou três aviões e fazendo principalmente ligações regionais. Se destacava então na Amazônia a SAVA S.A. - Serviços Aéreos do Vale Amazônico, com sede em Belém, fundada pelo Comandante Muniz, que com a ajuda do seu amigo, mais tarde nomeado ministro da Aeronáutica, Brigadeiro do Ar Eduardo Gomes, conseguiu a concessão presidencial para voos regulares de passageiros e cargas.
A crise e o estímulo do governo federal às fusões de empresas reduziram esse número para apenas quatro grandes empresas comerciais (Varig, Vasp, Transbrasil e Cruzeiro). Muitas cidades pequenas saíram do mapa aeronáutico, mas ainda nessa mesma década organizaram-se novas empresas regionais, utilizando inicialmente os aviões turbo hélices fabricados no Brasil pela Embraer, o Bandeirante EMB-110.
A Varig absorveu a Cruzeiro e adquiriu outras empresas regionais, se transformando, nas últimas décadas do Século XX, na maior transportadora da América Latina e a então regional TAM, dirigida pelo Comandante Adolfo Rolim Amaro - falecido em julho de 2001 em acidente de helicóptero no Paraguai, se transformou na segunda maior empresa do continente sul-americano. A Gol também se destacou como empresa comercial. A Transbrasil e a Vasp paralisaram suas atividades por problemas financeiros.

### Atualidade

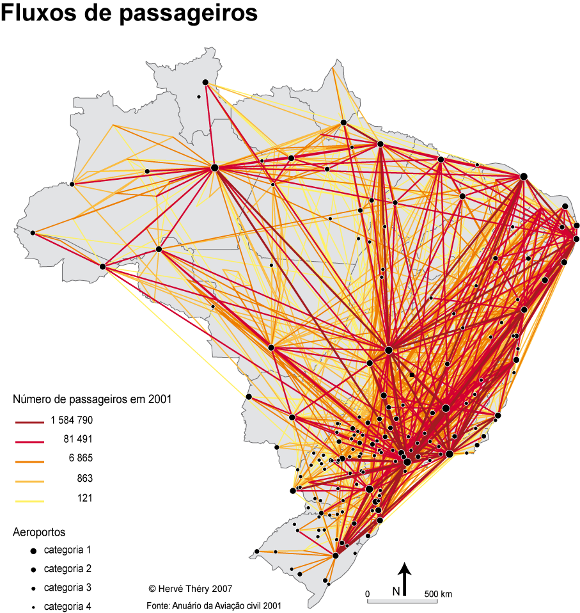
Fluxo de passageiros entre os principais aeroportos do Brasil (2001).

Nos últimos anos, por conta de conjunturas internas e externas o transporte aéreo no Brasil sofreu grandes perdas e inversões de papéis entre as empresas do setor. No início dos anos 1990, o mercado era dominado pela Varig, como a empresa-símbolo da aviação nacional. Ainda atuavam Vasp e Transbrasil como empresas de importância tanto no mercado doméstico quanto internacional.
Entretanto, nos últimos anos, a LATAM (anteriormente TAM), antes um táxi aéreo sediado em Marília, São Paulo, ganhou súbita importância na ligação Rio-São Paulo, especialmente pelo emprego de aeronaves a jato (Fokker 100) nessa rota, antes servida apenas pelos Lockheed Electra. Somado a isso surgiu pela primeira vez no país o conceito de empresa Low Fare com a Gol, que empregando aeronaves mais modernas que a média das outras empresas, alcança hoje seu posto como segunda empresa do país. Outras empresas que surgiram recentemente e seguem um conceito similar são a BRA (falida), a Azul e a WebJet (comprada pela Gol).
Vasp e Transbrasil tiveram o triste fim da falência no início do século XXI, a TransBrasil em 2001, e a Vasp em 2005. A Varig,  ostentou a importância simbólica da principal empresa aérea nas linhas internacionais que foi no passado, entre às décadas de 1960 e o inicio dos anos 2000, e em uma situação financeira extremamente delicada, acabou indo a falência em Julho de 2006, com a marca sendo comprada pela Gol Linhas Aéreas Inteligentes vigorando até Abril de 2014. Atualmente, a LATAM é principal empresa do mercado doméstico. No âmbito das linhas nacionais, especialmente nas ligações entre as capitais, as operações são feitas majoritariamente pela Latam, pela Gol, e pela Azul.

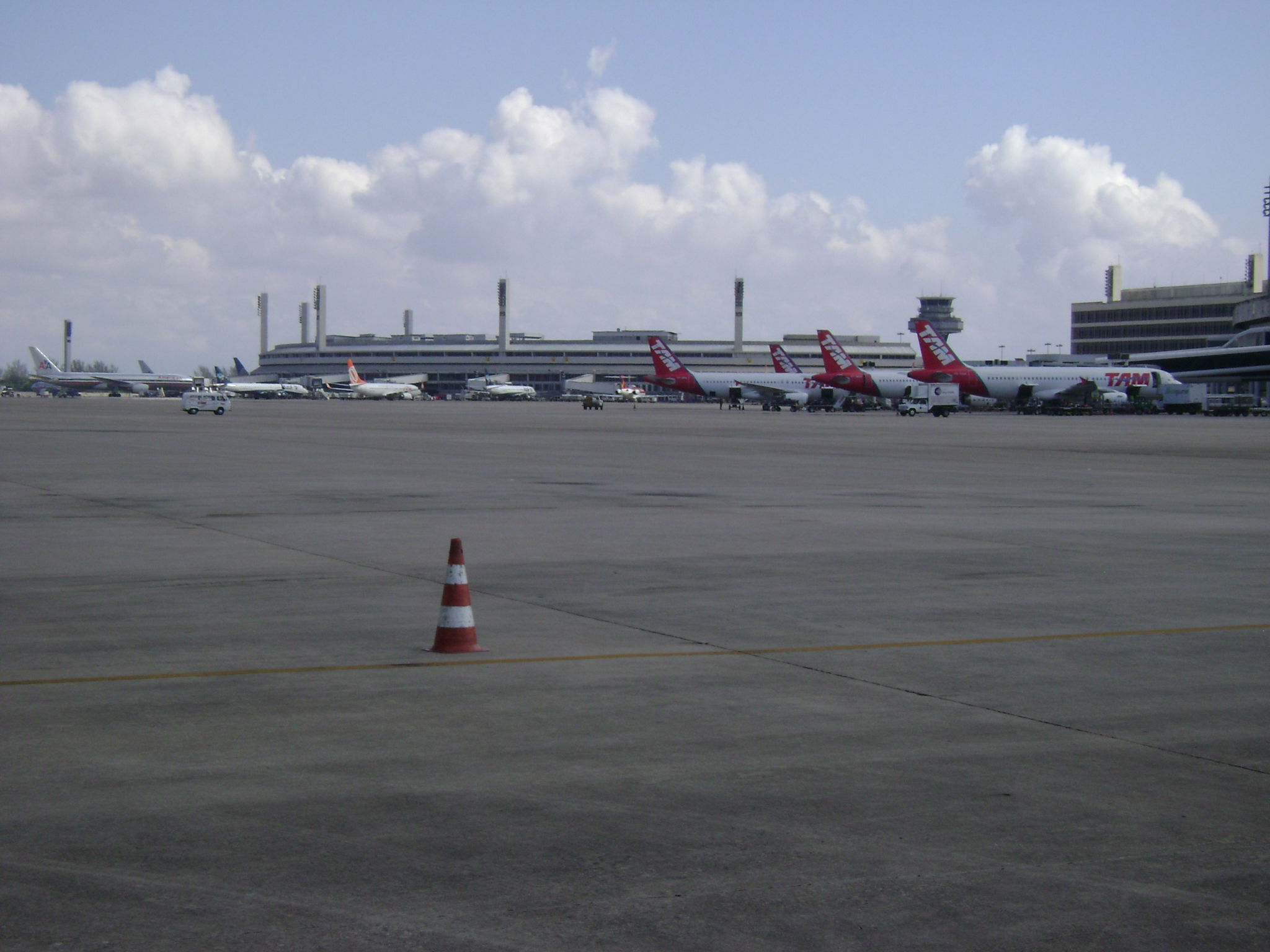
Aeroporto Internacional do Rio de Janeiro-Galeão, o segundo aeroporto internacional mais movimentado do Brasil.

A aviação brasileira cresceu muito nos últimos anos. Com o surgimento de novas companhias aéreas e a modernização das já existentes, foi possível aumentar o número de assentos disponíveis na malha aérea. A Gol lidera o ranking das empresas de baixo custo, podendo assim, repassar tarifas atraentes a todos os brasileiros. Com a competição entre as companhias foi possível melhorar o serviço e reduzir tarifas.
Grandes companhias internacionais também operam no Brasil: American Airlines, United Airlines, Delta Air Lines, British Airways, Air France, Lufthansa, TAP Portugal, Iberia, Alitalia, Swiss, Emirates, Etihad Airways, Qatar Airways, Aerolíneas Argentinas, Copa Airlines, Aeroméxico, Japan Airlines Korean Air, Air China, South African Airways, Air Canada, entre outras.
A partir da II Guerra Mundial a aviação comercial assistiu a um grande desenvolvimento, transformando o avião num dos principais meios de transporte de passageiros e mercadorias no contexto mundial.
O transporte aéreo foi o que mais contribuiu para a redução da distância-tempo, ao percorrer rapidamente distâncias longas. Rápido, cômodo e seguro o avião suplantou outros meios de transporte de passageiros a médias a longas distâncias.
Este meio de transporte implica construção de estruturas muito especiais. Os aeroportos requerem enormes espaços e complicadas instalações de saída e entrada dos voos. Por outro lado, os custos e a manutenção de cada avião são bastante elevados. Tudo isto contribui para encarecer este meio de transporte.

## Companhias aéreas nacionais

### Transporte de passageiros

#### Em operação
- LATAM Airlines Brasil
- Gol Linhas Aéreas Inteligentes
- Azul Linhas Aéreas Brasileiras
- Voepass Linhas Aéreas

### Transporte de cargas
- Gollog
- Sideral Air Cargo
- LATAM Cargo Brasil
- Total Cargo
- Azul Cargo
- Modern Logistcs